# Viciria chrysophaea
Viciria chrysophaea là một loài nhện trong họ Salticidae.
Loài này thuộc chi Viciria. Viciria chrysophaea được Eugène Simon miêu tả năm 1903.